# Communauté rurale de Ouonck
La communauté rurale de Ouonck est une communauté rurale du Sénégal, située en Casamance, dans le sud du pays.

## Administration
Elle fait partie de l'arrondissement de Tenghory, du département de Bignona et de la région de Ziguinchor.
Les 24 villages de la communauté rurale sont :
- Babatte
- Balankine Sud
- Bouhinor
- Boulandor
- Bouyal
- Congoly
- Diagho
- Diagour
- Djiguipoune
- Djikoutang
- Djinoubor O
- Djiringoumane
- Ghamoune
- Kigniding
- Mandouard 2
- Maracounda
- Ndiagne
- Ndiéba
- Oufoulo
- Ouonck
- Santack
- Sindialon
- Souda
- Togho